# Gumi
Gumi (hangul: 구미) é a segunda maior cidade da província de Gyeongsang do Norte, na Coreia do Sul. Está localizada no Rio Nakdong, a 37 km a noroeste de Daegu e a 200 km ao sul de Seul.
A cidade é um importante centro industrial da região e do país, albergando várias empresas, incluindo Samsung Electronics e LG Electronics, e centros de P&D no país.
Em 2009, a cidade exportou a maior quantidade do país e foi responsável por 96,9% do superávit comercial da Coreia do Sul entre 2000 e 2009.
A cidade é o local de nascimento do ex-presidente sul-coreano Park Chung Hee.

## História
No período dos Três Reinos, Gumi fazia parte do território do Reino de Silla.
Gumi é a cidade natal do presidente sul-coreano Park Chung Hee (1962-1979). Foi durante sua administração que o governo sul-coreano selecionou Gumi como um local para um grande desenvolvimento industrial. A cidade se desenvolveu rapidamente durante a década de 1960, passando de uma pequena cidade rural a uma grande cidade devido a enormes infusões de dinheiro para o plano nacional de desenvolvimento sustentável. Foi selecionado para desenvolvimento por algumas razões práticas, como seu fácil acesso à infraestrutura de transporte e sua localização na região industrializada de Yeongnam.

### Acidente industrial
Em 27 de Setembro de 2012, os trabalhadores da fábrica da Hube Global em Gumi estavam a descarregar ácido fluorídrico (HF) de um petroleiro quando ocorreu uma explosão que provocou uma fuga de cerca de 8 toneladas de ácido para a área circundante. O vazamento causou inicialmente 5 mortes e levou mais de 3.000 pessoas a procurar atendimento médico em hospitais locais. As plantações e os animais de criação locais também foram expostos ao vazamento. Os custos totais dos danos até 10 de Outubro de 2012 foram de cerca de 16 milhões de dólares americanos.

## Divisões administrativas
O centro da cidade de Gumi é dividido em 17 dong, ou unidades de bairro. O interior é dividido em 5 myeon, ou áreas rurais, e 3 eup, ou grandes vilas. Sandong foi promovido de myeon para eup em 1º de janeiro de 2021.

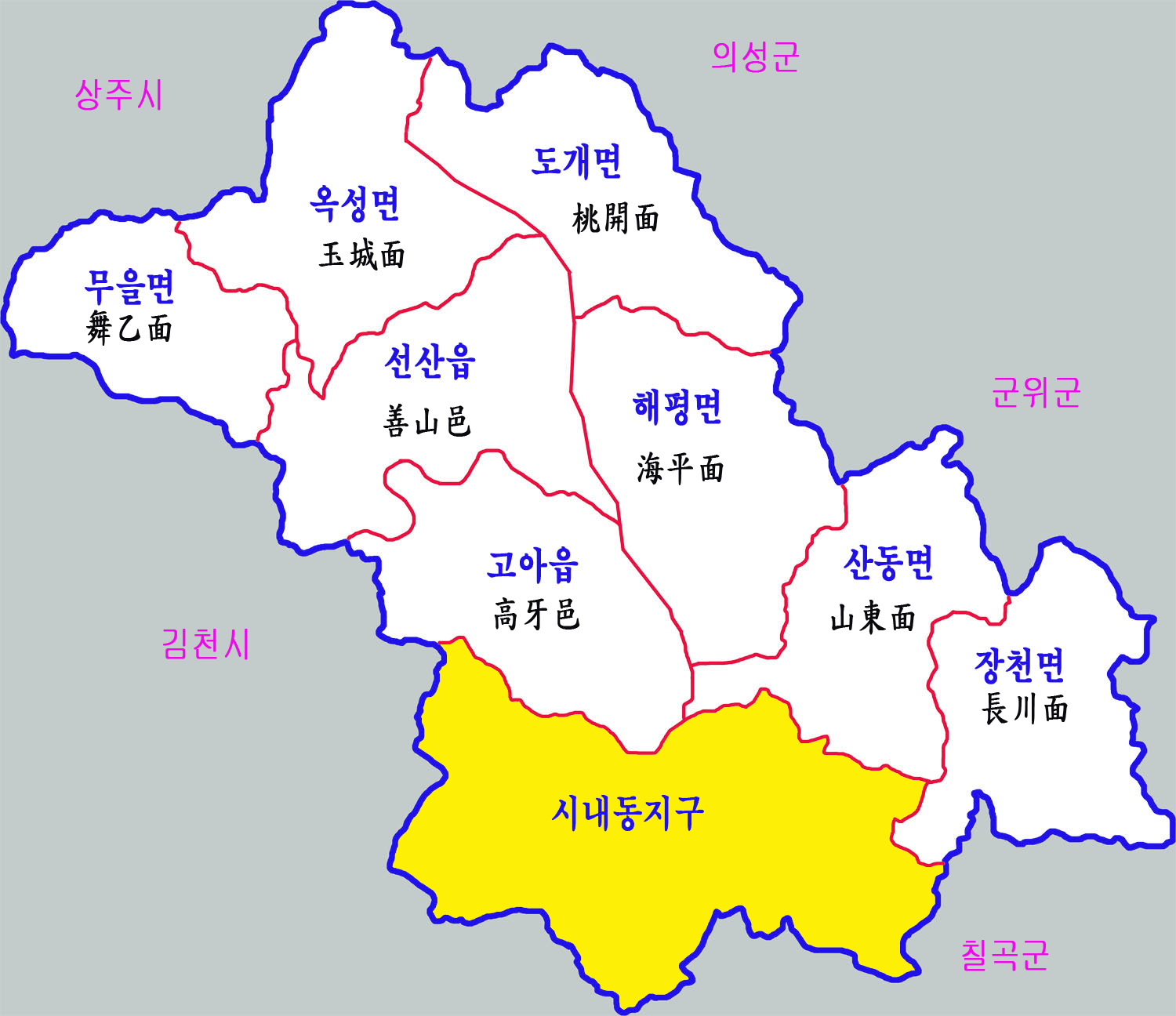
Mapa de Gumi eup, myeon e dong em coreano

| Nome                 | Hangeul    | Hanguk     |
| -------------------- | ---------- | ---------- |
| Seonsan-eup          | 선산읍     | 善山邑     |
| Goa-eup              | 고아읍     | 高牙邑     |
| Sandong-eup          | 산동읍     | 山東邑     |
| Mueul-myeon          | 무을면     | 舞乙面     |
| Okseong-myeon        | 옥성면     | 玉城面     |
| Dogae-myeon          | 도개면     | 桃開面     |
| Haepyeong-myeon      | 해평면     | 海平面     |
| Jangcheon-myeon      | 장천면     | 長川面     |
| Songjeong-dong       | 송정동     | 松亭洞     |
| Wonpyeong-dong       | 원평동     | 元坪洞     |
| Doryang-dong         | 도량동     | 道良洞     |
| Jisan-dong           | 지산동     | 芝山洞     |
| Seongjuwonnam-dong   | 선주원남동 | 善州元南洞 |
| Hyeonggok 1(il)-dong | 형곡1동    | 荊谷一洞   |
| Hyeonggok 2(i)-dong  | 형곡2동    | 荊谷二洞   |
| Sinpyeong 1(il)-dong | 신평1동    | 新坪一洞   |
| Sinpyeong 2(i)-dong  | 신평2동    | 新坪二洞   |
| Bisan-dong           | 비산동     | 飛山洞     |
| Gongdan-dong         | 공단동     | 工團洞     |
| Gwangpyeong-dong     | 광평동     | 廣坪洞     |
| Sangmosagok-dong     | 상모사곡동 | 上毛沙谷洞 |
| Imo-dong             | 임오동     | 林烏洞     |
| Indong-dong          | 인동동     | 仁同洞     |
| Jinmi-dong           | 진미동     | 眞美洞     |
| Yangpo-dong          | 양포동     | 陽浦洞     |

## Esporte
Gumi foi a casa do time de vôlei KB Insurance Stars até julho de 2017, quando o clube se mudou para Uijeongbu.

## Cidades irmãs
- Plano, Texas, Estados Unidos (1986)
- Taoyuan, Taiwan (1989)
- Otsu, Shiga, Japão (1990)
- Shenyang, Liaoning, China (1997)
- Changsha, Hunan, China (1998)
- Mexicali, Baixa Califórnia, México (1998)
- Eindhoven, Países Baixos (2003)
- Weinan, Shaanxi, China (2014)
- Bangalore, Karnataka, India (2018)